# Kangaroo Court
Kangaroo Court (sinngemäß vorgetäuschtes Gerichtsverfahren/Scheingericht) ist ein US-amerikanischer Kurzfilm von 1994 unter der Regie von Sean Astin. Die Hauptrollen sind besetzt mit Gregory Hines und Michael O’Keefe. Der Film war für einen Oscar nominiert.

## Inhalt
Eine brutal vorgehende Straßengang bringt den weißen Polizisten Officer Arete in ihre Gewalt. Hintergrund dieser Tat ist der Mord an einem kleinen Jungen, den die Gang Arete mit anlastet. Die Gangmitglieder sind auf Rache aus. Ihr Boss stimmt jedoch Aretes Wunsch nach einer Gerichtsverhandlung zu. Allerdings sieht es so aus, dass diese sogenannte Gerichtsverhandlung in einer verlassenen Lagerhalle durchgeführt werden soll.  
Der Bandenanführer verspricht Arete eine faire Verhandlung und stellt ihm sogar einen hochbezahlten schwarzen Anwalt an die Seite.

## Produktionsnotizen
Es handelt sich um eine Produktion von Lara Entertainment. Das Filmplakat titelt „For a generation of men justice is not only blind… it’s dead.“ („Bei einer Generation von Männern ist die Justiz nicht nur blind… sie ist tot.“)

## Erläuterung
Beim Kangaroo Court handelt es sich um ein Verfahren, das bedeutungslos ist, da es einem autoritären Regime nur dazu dient, Fairness vorzutäuschen. Es spielt keine Rolle, ob die angeklagte Person schuldig ist oder nicht, da bereits von vornherein feststeht, dass diese Person zu bestrafen ist. Es handelt sich um einen Willkürakt, der missliebige Personen mundtot machen soll. Gegebenenfalls ist es auch möglich, die Person, die man loswerden will, in den Tod zu schicken oder deren Selbstmord vorzutäuschen. Ein solcher Prozess ist nur Show → siehe auch Schauprozess.

## Auszeichnung
Academy Awards, USA 1995
- Oscarnominierung für Sean Astin und Christine Astin für und mit diesem Film in der Kategorie „Bester Kurzfilm“